# إيفون نيلسون
إيفون نيلسون (بالإنجليزية: Yvonne Nelson)‏ هي متسابقة ملكة الجمال وممثلة غانية، ولدت في 12 نوفمبر 1985 بأكرا في غانا.

## وصلات خارجية
- إيفون نيلسون على موقع IMDb (الإنجليزية)
- إيفون نيلسون على موقع قاعدة بيانات الفيلم (الإنجليزية)